# Некрашівська сільська рада
Некрашівська сільська рада — колишня адміністративно-територіальна одиниця та орган місцевого самоврядування в Левківському і Черняхівському районах Волинської округи, Київської й Житомирської областей Української РСР з адміністративним центром у селі Некраші.

## Населені пункти
Сільській раді на час ліквідації були підпорядковані населені пункти:
- с. Некраші

## Історія та адміністративний устрій
Створена 3 листопада 1923 року, відповідно до рішення Волинської ГАТК (протокол № 5 «Про зміни в межах округів, районів і сільрад»), в с. Некраші Троковицької сільської ради Левківського району Житомирської округи. 12 січня 1924 року передана до складу Черняхівського району Житомирської (згодом — Волинська) округи.
Станом на 1 вересня 1946 року сільська рада входила до складу Черняхівського району Житомирської області, на обліку в раді перебувало с. Некраші.
Ліквідована 11 серпня 1954 року, відповідно до указу Президії Верховної ради Української РСР «Про укрупнення сільських рад по Житомирській області», територію ради та с. Некраші приєднано до складу Троковицької сільської ради Черняхівського району Житомирської області.